# Patrick Karpentski
Patrick Karpentski, vlastním jménem Patrik Hlavenka, (* 31. března 1975 Třinec) je hudební skladatel, aranžér, producent, songwriter, kytarista a pedagog.

## Životopis
V roce 2004 absolvoval University of Massachusetts, v Amherstu, USA s Master’s degree v oboru „Jazzová kompozice a aranžování“.  Během svého studia na UMASS působil jako „teaching assistant“ saxofonisty Yusefa Lateefa. V roce 2003 se zúčastnil prestižní rezidence pro mladé jazzové umělce v Kennedy Center ve Washingtonu D.C. pod názvem „Betty Carter Jazz Ahead”.  V roce 2000 se zúčastnil soutěže „Guitarfestival” pořádané časopisem Muzikus a zvítězil v kategorii „jazzová a bluesová kytara”.
Ve spolupráci se skladatelem Ivo Medkem, rektorem brněnské JAMU, připravil otevření historicky prvního jazzového oddělení na vysokoškolské úrovni v Česku. Následně byl děkanem JAMU jmenován do funkce vedoucího katedry jazzové interpretace, kde poté několik let působil. Vyučoval také na Konzervatoři Jaroslava Ježka jako učitel žánrové harmonie, intonace a rytmu.
V roce 2007 založil hudební formaci Toxique, která získala v roce 2009 cenu akademie populární hudby Anděl v kategorii Objev roku. Dále účinkoval jako producent, kytarista a baskytarista ve formaci Lenka Dusilová a Baromantika, kde jeho písně zpívají mimo jiné Dan Bárta a David Koller. Jako producent pracoval např. na albu Ondřeje Rumla - Proměna, nebo formace Noisy Pots - album Home Alone. Do roku 2017 byl také členem kapely LAKE Malawi.
Na platformě YouTube má vzdělávací kanál, který se zabývá songwritingem a hudební produkcí. Jeho písně zpívali například Lenka Dusilová, Dan Bárta, David Koller, Ewa Farná, Věra Martinová, Klára Vytisková, Ondřej Ruml, Mikoláš Růžička a další.